# Володимирівське (Запорізький район)
Володи́мирівське — село в Україні, у Широківській сільській громаді Запорізького району Запорізької області. Населення становить 1711 осіб. До 2016 орган місцевого самоврядування — Володимирівська сільська рада.

## Географія

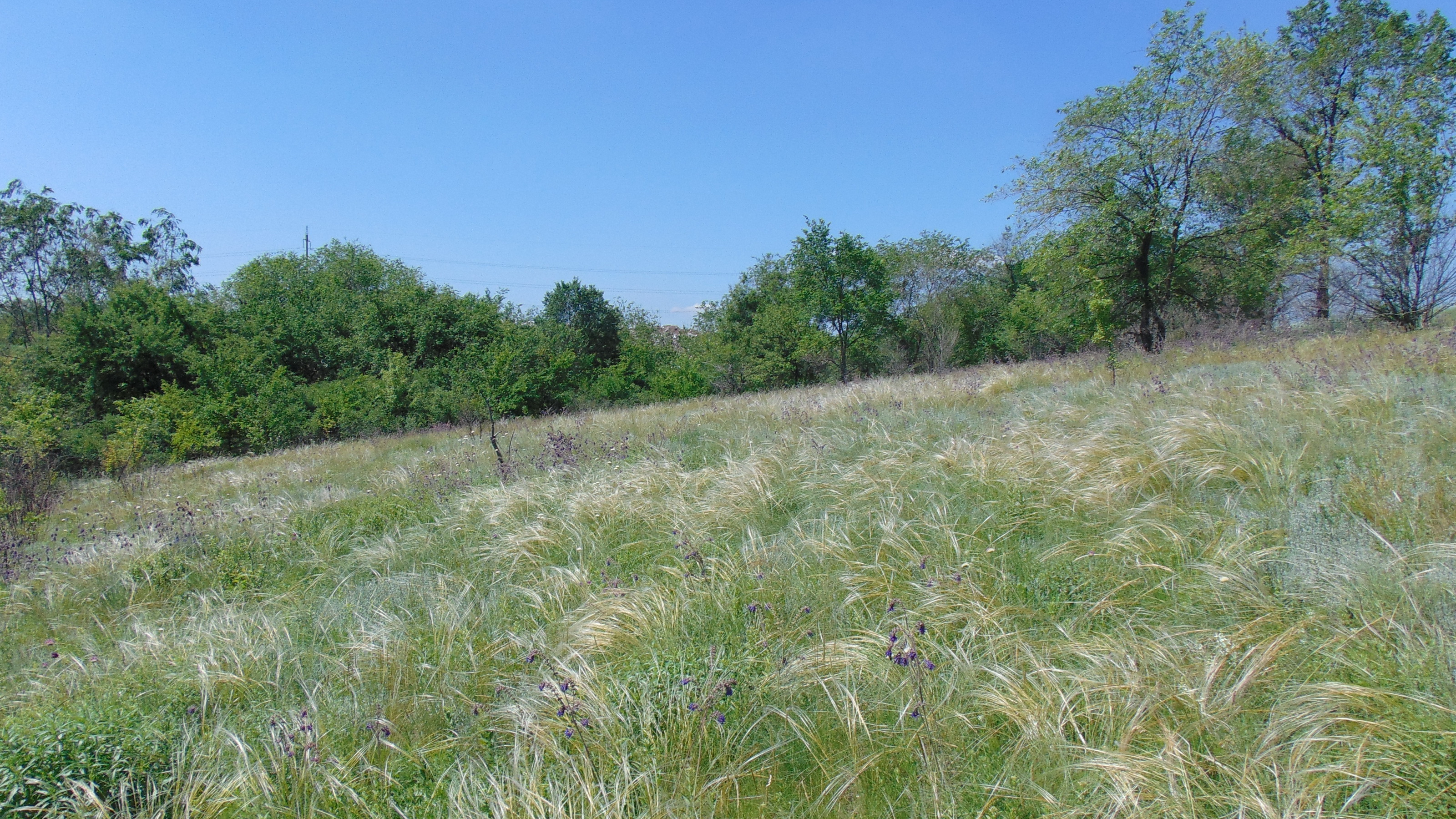
Ландшафтний заказник «Володимирівський»

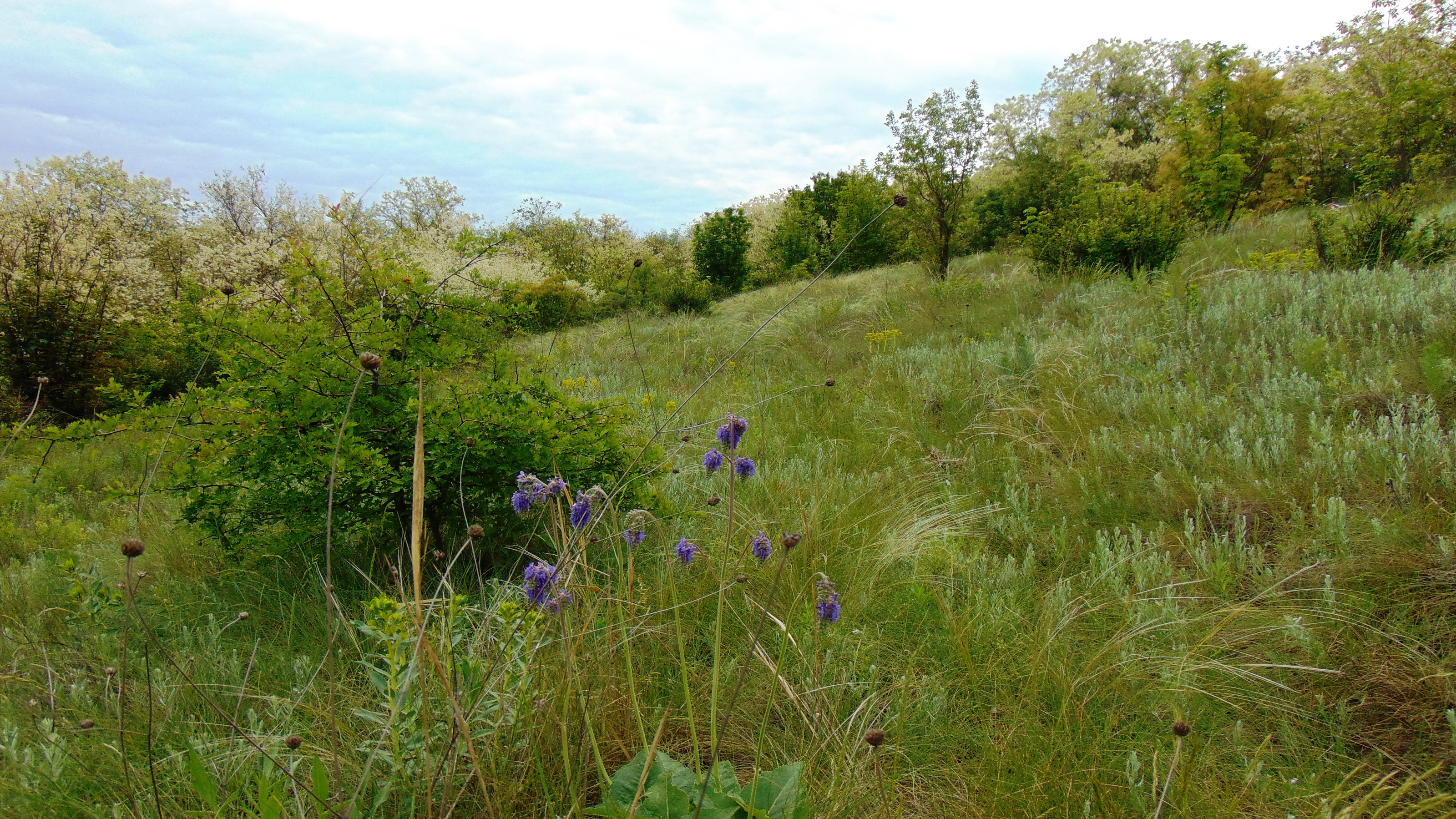
Ландшафтний заказник «Балка Гадюча»

Село Володимирівське розташоване в за 1 км від правого берега річки Дніпро, примикає до міста Запоріжжя (район Великий Луг); у ландшафтному відношенні — у гирлі великої балки Гадюча (праві відгалуження з прилеглим плакором).  
За 0,8 км на захід від села розташований ландшафтний заказник місцевого (обласного) значення «Володимирівський», створений у 1998 році (площа 18 га).  
За 1,5 км на північний захід від села розташований ландшафтний заказник місцевого (обласного) значення «Балка Гадюча», створений у 1998 році (площа 17 га).  

## Історія
Заселено німцями-менонітами як колонія (Новий) Кроневейд в 1865 році. Було у складі Хортицької волості Катеринославського повіту. У 1886 році тут було 864 мешканця, 54 двори, молитовний будинок, школа, 3 колісних заводи.
7 (20) листопада 1917 року, відповідно до Третього Універсалу Української Центральної Ради, увійшло до складу Української Народної Республіки.
В 1947 році перейменоване в підхоз заводу «Запоріжсталь» — Володимирівка, а в 1965 році перейменоване в село Володимирівське.
12 червня 2020 року, відповідно до Розпорядження Кабінету Міністрів України від № 713-р «Про визначення адміністративних центрів та затвердження територій територіальних громад Запорізької області», увійшло до складу Широківської сільської громади.
19 липня 2020 року, в результаті адміністративно-територіальної реформи та ліквідації колишнього Запорізького району(1965-2020), село увійшло до складу новоутвореного Запорізького району.

## Економіка
- «Шквал 1+1», ТОВ.
- «Ремс», ТОВ.
- Навколо села кілька садових товариств.

## Об'єкти соціальної сфери
- Навчально-виховний комплекс «школа І-ІІІ ступенів — гімназія „Успіх“». У гімназії 199 учнів, 11 класів, 25 Співробітників (2013 рік). Профіль — української філології та історія.[5]
- Дитячий садок «Зайчик». У дитячому садку 60 дітей, 4 групи, 18 співробітників (2013 рік). Працює театральний гурток.[6]

## Відомі люди
Народилися
Синенко Сергій Петрович  — громадський активіст, волонтер Євромайдану. Герой України (2014, посмертно).